# Gianfranco Foresti
Pour les articles homonymes, voir Foresti.
Gianfranco Foresti, né le 18 juin 1950 à Pontirolo Nuovo (Lombardie), est un coureur cycliste italien, professionnel de 1973 à 1981.

## Palmarès
- 1970
  - Turin-Bielle
  - 3e du Circuito del Porto-Trofeo Arvedi
- 1971
  - Circuito del Porto-Trofeo Arvedi
  - 2e de Castellania-Alassio
- 1972
  - 2e et 5e étapes du Tour de la Vallée d'Aoste
- 1973
  - 9e étape du Baby Giro
  - 2e du Giro del Medio Po

## Résultats sur les grands tours

### Tour de France
1 participation
- 1979 : hors délais (2e étape)

### Tour d'Italie
4 participations
- 1974 : 81e
- 1977 : 116e
- 1978 : 85e
- 1980 : non-partant (19e étape)